# 和你在一起
《和你在一起》（Together）是中國導演陳凱歌的电影作品，敘述一個父親帶著身為小提琴天才的兒子參加小提琴比賽所發生的事，由少年小提琴演奏家唐韻、劉佩琦、陳紅、王志文主演，榮獲中國金雞百花電影節最佳導演獎及最佳男配角。

## 劇情導覽
住在鄉下的十三歲少年劉小春年幼時就拉小提琴，多次在琴賽中得獎。他的父親劉成是一個普通的廚師，深以小春為榮，對兒子寄予了深切的期望。劉成一心希望小春能出人頭地，於是帶著小春離開家鄉的北方小鎮，前往北京少年宮參加全國性的小提琴比賽，並抱著一展國際事業前程的希望，意外發生一連串的事情。

## 演員
| 演员   | 角色     | 备注 |
| 唐韻   | 劉小春   |      |
| 劉佩琦 | 劉成     |      |
| 陳紅   | 莉莉     |      |
| 王志文 | 江老師   |      |
| 陳凱歌 | 余教授   |      |
| 程前   | 莉莉男友 |      |
| 章婧   | 林雨     |      |
| 李傳韻 | 湯融     |      |

## 獎項
- 2002年西班牙聖塞瓦斯蒂安國際電影節
  - 最佳導演銀殼獎
  - 最佳男主角銀殼獎
- 2002年中國金雞百花電影節
  - 最佳導演獎
  - 最佳男配角獎
  - 最佳剪輯獎
  - 最佳影片提名
  - 最佳男主角提名
- 2003年華表獎
  - 優秀男演員
  - 最佳導演提名
  - 優秀女演員提名
- 2004年香港電影金像獎
  - 最佳亞洲電影提名
- 2003年佛羅里達電影節
  - 票選最佳影片

## 同名電視劇
电视版《和你在一起》2004年於中國大陸首播，导演孟继，演员程前、刘佩琦、王志文、牛莉主演。

## DVD发行
该片于2003年11月18日发行DVD，由米高梅公司在美国发行。DVD发行版配有英文字幕。